# Neuer Weg 6 (Quedlinburg)

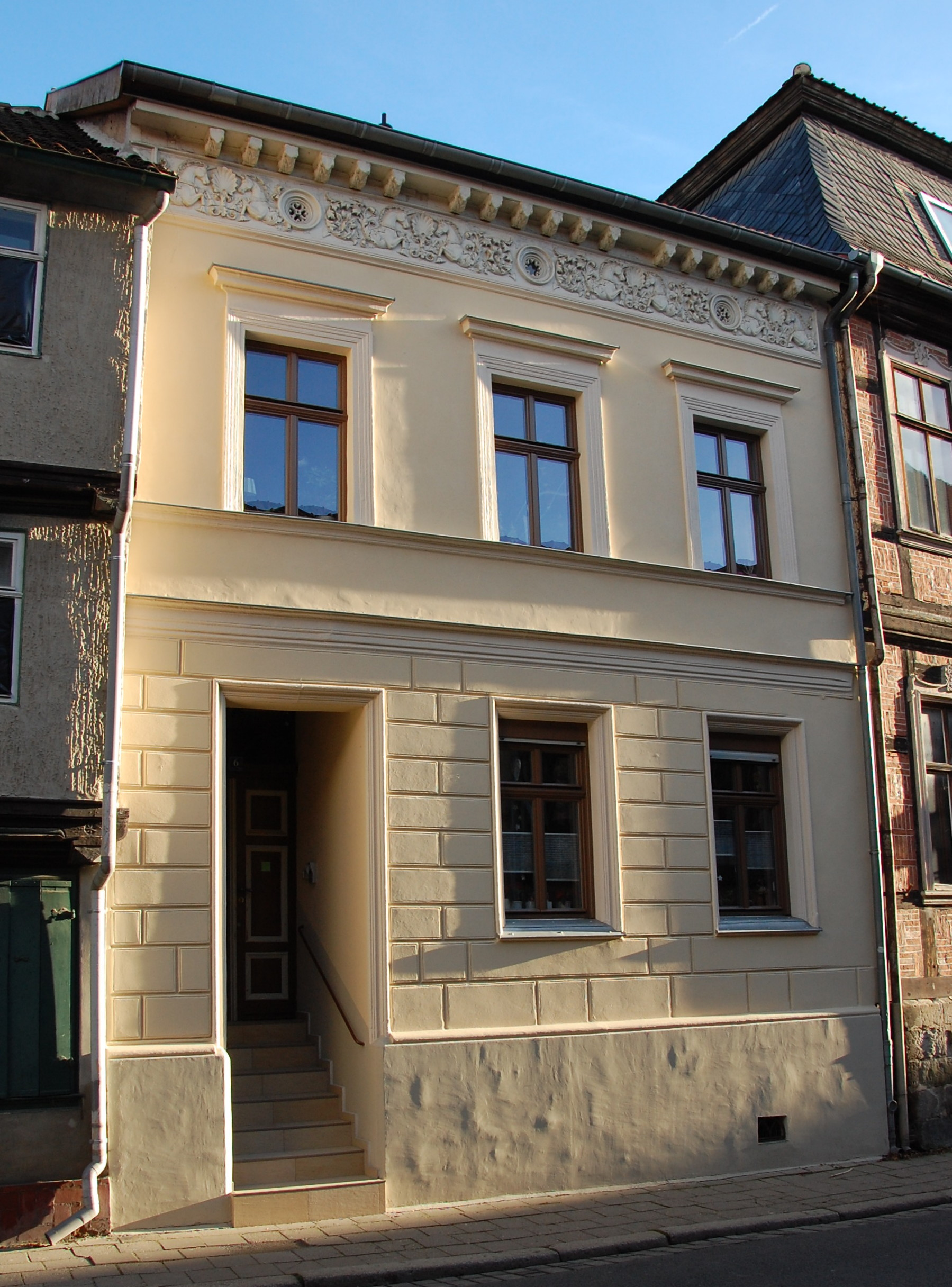
Haus Neuer Weg 6

Das Haus Neuer Weg 6 ist ein denkmalgeschütztes Gebäude in Quedlinburg in Sachsen-Anhalt.

## Lage
Das im Quedlinburger Denkmalverzeichnis als Wohnhaus eingetragene Gebäude befindet sich südlich der historischen Quedlinburger Altstadt, auf der Ostseite des Neuen Wegs. Nördlich grenzt das gleichfalls denkmalgeschützte Haus Neuer Weg 5, südlich das Haus Neuer Weg 7 an.

## Architektur und Geschichte
Das zweigeschossige, wohl in massiver Bauweise errichtete Gebäude entstand in der Zeit um 1820. Die verputzte dreiachsige Fassade ist im Stil des Klassizismus gestaltet. Am Erdgeschoss findet sich eine Putzquaderung. Die Fensterlaibungen sind mit Stuckprofilen eingerahmt. Die Traufe und das Kranzgesims des Hauses sind mit einem Fries verziert. Im Fries sind Rosetten und Einhörner dargestellt.